# Міста Суринаму
Міста Суринаму.
У Суринамі налічується 15 міст із населенням більше 1500 осіб. 1 місто має населення понад 200 тисяч, 3 міста - від 10 до 15 тисяч, 3 міста - від 5 до 10 тисяч, 7 міст - від 2 до 5 тисяч, решта - менше 2 тисяч.
Нижче перелічено 15 найбільших міст із населенням понад 1,5 тисячі 
| Назва          | Населення (2005) |
| -------------- | ---------------- |
| Парамарибо     | 220 000          |
| Лелідорп       | 15 660           |
| Брокопондо     | 14 215           |
| Ньїв-Ніккері   | 11 100           |
| Мунго          | 6 800            |
| Мерзорг        | 6 600            |
| Домбург        | 6 200            |
| Марієнбург     | 4 400            |
| Ньїв-Амстердам | 4 200            |
| Вагенінген     | 3 700            |
| Албіна         | 3 200            |
| Гронінген      | 2 300            |
| Браунсвег      | 2 200            |
| Онвервахт      | 2 000            |
| Тотнес         | 1 600            |